# Road House (pel·lícula de 1948)
Road House és una pel·lícula estatunidenca dirigida per Jean Negulesco, estrenada l'any 1948.

## Argument
La història té lloc a l'Estat de Washington, a la frontera del Canadà, en una petita ciutat, el potentat local de la qual és interpretat per un jove Richard Widmark. El seu amic d'infantesa (Cornell Wilde) té pel seu compte el bar-restaurant local. Tot es complica quan Widmark fa venir de Chicago una bonica i triste cantant (Ida Lupino) de la qual els dos homes s'enamoren.

## Repartiment
- Ida Lupino: Lily Stevens
- Cornel Wilde: Pete Morgan
- Celeste Holm: Susie Smith
- Richard Widmark: Jefferson T. 'Jefty' Robbins
- O. Z. Whitehead: Arthur
- Robert Karnes: Mike
- George Beranger: Lefty
- Ian MacDonald: Capità de policia
- Grandon Rhodes: Jutge

Actors que no surten als crèdits :
- Clancy Cooper: Policia
- Tom Moore: Cap d'equip